# Leletta D'Isola
Aurelia Oreglia D'Isola, meglio nota come Leletta D'Isola (Torino, 1º aprile 1926 – Saint-Pierre, 18 agosto 1993), è stata una religiosa italiana, nota per aver tenuto un dettagliato diario degli eventi accaduti durante la Resistenza nell'area in cui era situata la residenza della sua famiglia.

## Biografia
Figlia del barone Vittorio Oreglia d'Isola e della contessa Caterina Malingri di Bagnolo, Leletta e il fratello minore Aimaro provenivano da una famiglia monarchica e di radicata fede cattolica. Leletta frequentò le elementari prima presso le Suore Giuseppine di via San Massimo a Torino e poi presso la scuola pubblica. In seguito frequentò il liceo classico Massimo d'Azeglio e dal 1943 il liceo classico a Pinerolo.
Nel novembre del 1942 la famiglia di trasferì da Torino a Villar, una frazione di Bagnolo Piemonte. La residenza della famiglia Malingri di Bagnolo era un palazzo, chiamato il Pâlas, situato sotto al castello di Bagnolo,. Caterina Malingri di Bagnolo era l'ultima discendente della famiglia, da oltre sette secoli feudataria del luogo. 
Dal settembre del 1943 Villar e la residenza di famiglia furono al centro del teatro delle lotte partigiane che coinvolsero la valle Infernotto, Barge, Paesana, la Valle Po e le valli confinanti e che videro protagonista la Divisione Garibaldi in Piemonte con il sostegno della popolazione civile.
La famiglia di Leletta si schierò dalla parte dei partigiani e il Pâlas divenne rifugio, nascondiglio e luogo di cure per partigiani, ebrei e perseguitati.
Invitata dalla madre a tenere un diario, Leletta annotò con precisione gli accadimenti del periodo. Il diario comincia nel dicembre del 1943 e si conclude poco dopo 25 aprile del 1945, descrivendo fra l'altro, con lucidità e freschezza, la figura di Pompeo Colajanni, nome di battaglia "Barbato", comandante della I Divisione Garibaldi Piemonte, al quale Leletta rimase legata da un rapporto di amicizia fino alla morte. Tra i protagonisti delle vicende raccontate nel diario anche altri partigiani, tra i quali Ludovico Geymonat ancora studente.
Nel 1947 pronunciò i voti domenicani col nome di Suor Consolata, ma dovette rinunciare alla vita religiosa e al suo rigore per motivi di salute. Divenne terziaria domenicana.
Si laureò in filosofia con Nicola Abbagnano e si dedicò subito all'insegnamento, prima a Bra e poi a Chieti; nel 1959 si trasferì ad Aosta, dove insegnò storia e filosofia al liceo classico.
Alla fine degli anni '80 Leletta e Aimaro donarono all'Ordine cistercense un terreno di famiglia, situato in località Prà d'Mill, per la fondazione del Monastero Dominus Tecum, che venne completato nel 1995.
Dal 1966 Leletta visse al priorato di Saint Pierre, dove rimase fino alla morte, sopravvenuta dopo lunga malattia. Nel 2012 venne aperta la causa per la sua beatificazione.

## Ascendenza
|                                              |                                                       |                                      | Genitori                             |  |  | Nonni |  |  | Bisnonni                               |  |  | Trisnonni |  |
|                                              |                                                       |                                      |                                      |  |  |       |  |  | Pietro Antonio Eugenio Oreglia D'Isola |  |  | …         |  |
|                                              |                                                       |                                      |                                      |  |  |       |  |  | Pietro Antonio Eugenio Oreglia D'Isola |  |  | …         |  |
|                                              |                                                       | …                                    |                                      |  |  |       |  |  | Pietro Antonio Eugenio Oreglia D'Isola |  |  |           |  |
| Saverio Oreglia D'Isola                      |                                                       |                                      |                                      |  |  |       |  |  | Pietro Antonio Eugenio Oreglia D'Isola |  |  |           |  |
|                                              |                                                       | Marianna Sappa de' Milanesi          | Luigi Sappa de' Milanesi             |  |  |       |  |  |                                        |  |  |           |  |
|                                              |                                                       | Marianna Sappa de' Milanesi          | Luigi Sappa de' Milanesi             |  |  |       |  |  |                                        |  |  |           |  |
|                                              |                                                       | Marianna Sappa de' Milanesi          | Costanza Grimaldi del Poggetto       |  |  |       |  |  |                                        |  |  |           |  |
| Vittorio Oreglia D'Isola                     |                                                       | Marianna Sappa de' Milanesi          |                                      |  |  |       |  |  |                                        |  |  |           |  |
|                                              |                                                       | …                                    | …                                    |  |  |       |  |  |                                        |  |  |           |  |
|                                              |                                                       | …                                    | …                                    |  |  |       |  |  |                                        |  |  |           |  |
|                                              |                                                       | …                                    | …                                    |  |  |       |  |  |                                        |  |  |           |  |
| Aurelia Roberti di Castelvero                |                                                       | …                                    |                                      |  |  |       |  |  |                                        |  |  |           |  |
|                                              |                                                       | …                                    | …                                    |  |  |       |  |  |                                        |  |  |           |  |
|                                              |                                                       | …                                    | …                                    |  |  |       |  |  |                                        |  |  |           |  |
|                                              |                                                       | …                                    | …                                    |  |  |       |  |  |                                        |  |  |           |  |
| Aurelia Oreglia D'Isola                      |                                                       | …                                    |                                      |  |  |       |  |  |                                        |  |  |           |  |
|                                              | Giovanni Battista Olderico Malingri, conte di Bagnolo | Coriolano Malingri, conte di Bagnolo |                                      |  |  |       |  |  |                                        |  |  |           |  |
|                                              | Giovanni Battista Olderico Malingri, conte di Bagnolo | Coriolano Malingri, conte di Bagnolo |                                      |  |  |       |  |  |                                        |  |  |           |  |
|                                              | Giovanni Battista Olderico Malingri, conte di Bagnolo | Barbara Capris di Cigliè             |                                      |  |  |       |  |  |                                        |  |  |           |  |
| Aimaro Alessandro Malingri, conte di Bagnolo | Giovanni Battista Olderico Malingri, conte di Bagnolo |                                      |                                      |  |  |       |  |  |                                        |  |  |           |  |
|                                              |                                                       | Ottavia Avogadro di Collobiano       | Filiberto Avogadro di Collobiano     |  |  |       |  |  |                                        |  |  |           |  |
|                                              |                                                       | Ottavia Avogadro di Collobiano       | Filiberto Avogadro di Collobiano     |  |  |       |  |  |                                        |  |  |           |  |
|                                              |                                                       | Ottavia Avogadro di Collobiano       | Carolina Arborio Biamino di Caresana |  |  |       |  |  |                                        |  |  |           |  |
| Caterina Malingri di Bagnolo                 |                                                       | Ottavia Avogadro di Collobiano       |                                      |  |  |       |  |  |                                        |  |  |           |  |
|                                              |                                                       | Giacomo Lomellino D'Aragona          | Alfonso d'Ayerbe d'Aragona           |  |  |       |  |  |                                        |  |  |           |  |
|                                              |                                                       | Giacomo Lomellino D'Aragona          | Alfonso d'Ayerbe d'Aragona           |  |  |       |  |  |                                        |  |  |           |  |
|                                              |                                                       | Giacomo Lomellino D'Aragona          | Marianna Lomellini                   |  |  |       |  |  |                                        |  |  |           |  |
| Anna Lomellini d'Aragona Malingri            |                                                       | Giacomo Lomellino D'Aragona          |                                      |  |  |       |  |  |                                        |  |  |           |  |
|                                              |                                                       | Caterina Gavotti                     | Gerolamo Gavotti, marchese           |  |  |       |  |  |                                        |  |  |           |  |
|                                              |                                                       | Caterina Gavotti                     | Gerolamo Gavotti, marchese           |  |  |       |  |  |                                        |  |  |           |  |
|                                              |                                                       | Caterina Gavotti                     | Giovanna d'Aste, baronessa           |  |  |       |  |  |                                        |  |  |           |  |
|                                              |                                                       | Caterina Gavotti                     |                                      |  |  |       |  |  |                                        |  |  |           |  |

## Opere
- Il diario di Leletta : lettera a Barbato e cronache partigiane dal 1943 al 1945, Milano, Franco Angeli, 1994, ISBN 978-8820483067.
- Come ad antico compagno d'arme. Dalle lettere di una maestra di vita spirituale, Ancora, 2001, ISBN 9788876109201.
- I quaderni nascosti. Cronache di una giovane partigiana, SEI, 2013, ISBN 9788805074662.